# Ананьич, Василий Емельянович
Василий Емельянович Ананьич (4 (16) февраля 1900 — 20 декабря 1977) — советский политработник военно-морского флота, контр-адмирал (25 сентября 1944).

## Биография
Родился 16 февраля 1900 г. в д. Турец Дукорской волости Игуменского уезда Минской губернии Российской империи (ныне Червенский район Минской области) в белорусской крестьянской семье.
Призван 20 ноября 1920 г. в Красную армию Игуменским военным комиссариатом. Красноармеец запасного пехотного полка г. Рославль, который в декабре 1920 г. стал 78-м пехотным полком 8-й пехотной дивизии. Участвовал в Гражданской войне в России, боролся с бандитизмом в Бобруйском уезде Минской губернии.
С ноября 1921 г. началась его служба в военно-морских силах республики краснофлотцем Балтийского флотского экипажа. С 1 января по 5 июля 1922 г. проходил обучение в Электроминной школе Морских сил Балтийского моря, после чего служил телеграфистом Службы наблюдения и связи г. Кронштадт. В 1925 г. вступил в ВКП(б). С 1 октября 1925 г. по май 1928 г. обучался в Военно-морском политическое училище им. Рошаля, после чего был направлен корабельным курсантом линкора «Марат». С 27 октября 1928 г. политрук Машинной школы г. Кронштадт. С 15 октября 1930 г. инструктор политического отдела бригады траления и заграждения Морских сил Балтийского моря. С 14 сентября 1932 г. помощник командира по политической части (помполит) подводной лодки № 11 «Коммунар». С 15 мая 1933 г. военный комиссар (военком) этой же подводной лодки. С 1 октября 1933 г. по 10 сентября 1937 г. слушатель военно-морского факультета Военно-политической академии им. В.И. Ленина, после чего был направлен военкомом 21-го дивизиона подводных лодок тип «М» 2-й бригады подводных лодок Тихоокеанского флота. С 25 марта 1938 г. начальник политотдела 1-й бригады подводных лодок Тихоокеанского флота. С 1 сентября 1938 г. военком этой же бригады. С 3 февраля 1940 г. заместитель начальника политического управления Северного флота.
Великая Отечественная война
Начало Великой Отечественной войны встретил в прежней должности. С 18 сентября 1941 г. Член Военного совета Беломорской военной флотилии. В октябре 1942 г. в Вооружённых сила СССР было введено полное единоначалие и отменен институт военных комиссаров, в связи с чем переаттестован в капитана 1 ранга и назначен 15 октября 1942 г. заместителем по политической части (замполитом) и начальником политотдела флотилии. С 22 декабря 1943 г. вновь Член Военного совета Беломорской военной флотилии. С февраля 1945 г. начальник политотдела Беломорского морского оборонительного района.
Послевоенная служба
С июня 1945 г. заместитель начальника политуправления Краснознаменного Балтийского флота.  С марта 1946 г. находился в распоряжении Главного политического управления ВМФ СССР. С июня 1946 г. замполит Северобалтийского флота, который позднее станет 8-м Военно-морским флотом СССР. С января 1948 по апрель 1949 г. проходил обучение на курсах переподготовки политсостава при Военно-политической академии им. В.И. Ленина, после чего был назначен замполитом Технического управления ВМС СССР. С апреля 1949 г. по март 1953 г. слушатель военно-морского факультета Высшей военной академии им. К.Е. Ворошилова, после окончания которой был начальником кафедры истории военно-морского искусства Рижского военно-морского училища. С мая 1953 г. старший инспектор по истории военно-морского искусства. С августа 1955 г. начальник отдела, а с мая 1956 г. и помощник начальника Управления по гражданским учебным заведениям Военно-морских учебных заведений ВМФ.
В отставке с 26 февраля 1957 г. Умер 20 декабря 1977 г. в Ленинграде, похоронен на Северном кладбище.

## Воинские звания
- Полковой комиссар;
- Бригадный комиссар — 17.03.1941;
- Капитан 1 ранга — 13.12.1942;[3]
- Контр-адмирал — 25.09.1944[1].

## Семья
Сын — Борис Васильевич Ананьич (1931—2015), доктор исторических наук, академик РАН.

Могила Ананьича на Северном кладбище Санкт-Петербурга.